# جيمس بانون
جيمس بانون هو سياسي أمريكي، ولد في 28 مايو 1852، وتوفي في 6 مارس 1938. نشط حزبياً في الحزب الديمقراطي. وقد انتخب عضو جمعية ولاية ويسكونسن ‏.